# 月球方舟
月球方舟或末日方舟（Lunar ark 或 Doomsday ark）是一項專案計畫，在遭遇大自然或人為災害之前，利用放置在月球的電腦資料庫儲存了很多地球上的人種與文化知識的資料，直到遇上世界末日時，先前放置在月球上的資料庫就會利用發送器將資料發射到地球表面的接收器上，假如接收器全數被摧毀，方舟會一直傳送訊號，直到新的接收器造好為止。

## 其他項目
- 末日事件